# 28 Years Later
28 Years Later (titulada: 28 años después en España, Exterminio: La evolución en Hispanoamérica) es una película de terror posapocalíptica de 2025 dirigida por Danny Boyle y escrita por Alex Garland. Producida por Columbia Pictures, DNA Films, y Decibel Films, es la tercera entrega de la serie de películas 28 Days Later, después de 28 Days Later (2002) y 28 Weeks Later (2007). La película protagonizada por Jodie Comer, Aaron Taylor-Johnson, Ralph Fiennes, Edvin Ryding y Jack O'Connell.
Los planes para una tercera película comenzaron poco después del estreno de 28 Weeks Later. El proyecto tuvo numerosos retrasos a lo largo de los años debido a conflictos sobre los derechos cinematográficos de la franquicia, lo que lo estancó en un infierno de desarrollo. Ganó fuerza en 2024, cuando el productor de la serie Andrew Macdonald compró los derechos de la primera película de Searchlight Pictures, que luego vendió a Sony Pictures con la condición de que el estudio aceptara financiar secuelas. 28 Years Later marca el regreso de Boyle, Garland y el director de fotografía Anthony Dod Mantle a la serie, todos los cuales trabajaron en la primera película, con la estrella original Cillian Murphy también como productor ejecutivo. Se filmó consecutivamente con su secuela 28 Years Later: The Bone Temple, que se estrenará en enero de 2026.
28 Years Later se estrenó en el Reino Unido y los Estados Unidos por Columbia Pictures a través de Sony Pictures Releasing el 20 de junio de 2025. La película recibió críticas generalmente positivas de los críticos y ha recaudado 150,4 millones de dólares en todo el mundo frente a su presupuesto de 60 millones de dólares.

## Premisa
28 años después de que el virus de la ira escapara de un laboratorio de investigación médica de la universidad de Cambridge, los supervivientes han encontrado formas de sobrevivir entre los infectados de maneras muy precarias, entre ellos, un reducido grupo que vive en una pequeña isla conectada al continente y que esta defendido por un fuerte hecho de madera y piedra. Cuando un padre y su hijo abandonan la isla en una misión de reconocimiento hacia el territorio Británico, descubren secretos, maravillas y horrores del mundo exterior.

## Argumento
En 2002, durante el brote inicial del Virus de la Ira,  un niño llamado Jimmy escapa de su casa en las Tierras Altas de Escocia después de que un ataque de los infectados con la rabia provocara la muerte de toda su familia. Se escapa a una iglesia cercana, donde encuentra a su padre, el vicario local, rezando. Creyendo que el brote es una señal del juicio divino, el vicario reacciona con fervor religioso, interpretando el virus como un presagio del fin de los tiempos. Le da a Jimmy un collar con un crucifijo y lo insta a huir antes de dejarse alcanzar por los infectados, lo que le permite escapar.
Veintiocho años después del segundo brote, el virus de la rabia ha sido erradicado en la Europa continental y las Islas Británicas permanecen bajo cuarentena indefinida. Una pequeña comunidad de supervivientes vive en un pueblo de Lindisfarne, una isla conectada al continente por una calzada de marea fuertemente fortificada. Entre los residentes se encuentran Jamie, un recolector de basura; su esposa, Isla, que sufre una enfermedad inexplicable; y su hijo de 12 años, Spike.
Como parte de un ritual de mayoría de edad, Jamie lleva a Spike al continente para cazar. Se encuentran con un grupo de infectados liderados por un Alfa, una variante mutada de los infectados que son más fuertes e inteligentes. La pareja se refugia en una cabaña abandonada y observa una hoguera lejana. Al regresar a Lindisfarne, Spike se entera de que el incendio fue iniciado por el Dr. Ian Kelson, un sobreviviente solitario a quien los aldeanos temen. Según rumores, se ha visto a Kelson quemando cuerpos en lo que parece ser una forma ritualista. Spike se desilusiona de su padre cuando lo ve teniendo una aventura con otra mujer. Regresa en secreto al continente con su madre, con la esperanza de que Kelson pueda brindarle tratamiento.
Al mismo tiempo, el soldado sueco de la OTAN Erik Sundqvist y su unidad se ven obligados a desembarcar después de que su barco patrulla se hundiera. La unidad se ve rápidamente abrumada por los infectados y Erik se convierte en el único sobreviviente. Finalmente se encuentra con Spike e Isla y los rescata de otro grupo de infectados y se une a su búsqueda de Kelson. Más tarde, el grupo encuentra a una mujer embarazada infectada que está dando a luz a un bebé no infectado. Erik mata a la madre y se prepara para matar al niño, pero un Alfa interviene y lo decapita. El Alfa persigue a Spike e Isla hasta que Kelson aparece y lo somete usando un dardo con morfina. Luego conduce a Spike, Isla y el bebé a su santuario, que es un templo construido con huesos esterilizados de los cuerpos. Limpia y agrega el cráneo de Erik al templo.
Después de examinar a Isla, Kelson determina que tiene cáncer terminal. A petición de ella, la sacrifica utilizando un dardo de morfina. Él presenta su cráneo limpio a Spike, quien sube a la cima del templo y lo coloca allí como un monumento. Tras otro enfrentamiento con el Alfa, Spike y Kelson logran escapar. Spike regresa a Lindisfarne solo y deja al bebé, a quien llama Isla, en la puerta del pueblo. Incluye una nota dirigida a Jamie, explicando el origen del niño y afirmando que regresará cuando esté listo. Al darse cuenta de que Spike ha ido solo al continente, Jamie intenta ir tras él, pero no puede hacerlo debido a la marea alta.
Veintiocho días después, mientras evade a un grupo de infectados en el continente, Spike es rescatado por un culto de sobrevivientes chillonamente vestidos liderados por un hombre que se hace llamar Sir Jimmy, que usa el crucifijo que su padre le dio durante el brote inicial.

## Reparto
- Jodie Comer como Isla, una mujer que sufre pérdida de memoria.
- Aaron Taylor-Johnson como Jamie, un recolector de basura y esposo de Isla.
- Ralph Fiennes como el Dr. Ian Kelson, un sobreviviente del brote.
- Jack O'Connell como Sir Jimmy Crystal, un líder de culto con un pasado oscuro.
- Alfie Williams como Spike, el hijo de 12 años de Jamie e Isla.
- Erin Kellyman como Jimmy Ink
- Edvin Ryding como Erik Sundqvist, un soldado sueco de la OTAN asignado a la Patrulla del Mar del Norte que se encuentra en el continente del noreste de Inglaterra.
- Chi Lewis-Parry como "el Alfa", un líder físicamente imponente de los infectados.[5]
- Emma Laird como Jimmima

## Producción

### Desarrollo
En junio de 2007, el extinto estudio Fox Atomic confirmó que a pesar de la modesta recaudación en taquilla de la segunda película, habría una tercera para concluir de manera satisfactoria. En julio del año 2008, Danny Boyle dijo que ya tenía ideas para la historia de una tercera entrega y aseguraba que haría trascender la franquicia ya que tiene pensado en ambientar el filme en Rusia. En octubre de 2010, Alex Garland afirmó que a que debido problemas con los derechos cinematográficos y el cierre de Fox Atomic, la película sufriría un retraso considerable. Sin embargo, en enero de 2011, Boyle declaró que creía que el proyecto se realizaría con o sin el apoyo de FOX y confirmó que ya tenía dos guiones distintos para ser adaptados. Sin embargo en abril de 2013 el cineasta expresó su incertidumbre y preocupación sobre si se haría la película ya que estaba ocupado con varios proyectos cinematográficos.
En diciembre del 2015, Alex Garland abordó el estado del proyecto y confirmó que si bien se había estancado aun se estaba trabajando en un guion acorde. Reiterando que el desarrollo estaba avanzando, afirmó que el guion en el que estaba trabajando se titularía tentativamente 28 Months Later: The Outword y que el filme sería como ver El padrino II pero con zombis y militares. En junio de 2019, Danny Boyle confirmó que él y Garland ya habían estado trabajando en el argumento de la tercera entrega junto al productor de las 2 primeras películas Andrew Mcdonald que estaba buscando vender los derechos del filme a productoras como Universal, Lionsgate y Warner Brothers. En marzo del año 2020, Imogen Poots expresó interés en retomar su papel como Tammy y que no le molestaría compartir protagonismo con otros actores, también se rumoreó que Mike Vogel iba a ser el personaje central, seguido por Cillian Murphy en mayo de 2021 protagonista de la primera película.
En noviembre de 2022, Boyle, Garland y el actor Murphy indicaron su interés en hacer una secuela de 28 Days Later. En junio de 2023, Boyle y Garland expresaron en colaboración sus intenciones de ver «seriamente» y «diligentemente» que el proyecto entre en producción lo más pronto posible; al tiempo que anunció que el guion pasó a titularse 28 Years Later, reconociendo todos los años que había tomado su desarrollo. Boyle declaró que le gustaría ser director, a menos que Garland así lo decida. En julio del mismo año, Murphy declaró que recientemente había discutido la posibilidad de una tercera película con Boyle una vez más expresando interés en retomar su papel si Boyle y Garland regresan a la franquicia en sus roles creativos.
En enero de 2024, se anunció que una tercera película titulada 28 años después estaba ya en fase de producción y con guion del dúo Boyle/Garland, con planes para que el proyecto sea el primero de una nueva trilogía de secuelas con intenciones de ser una franquicia de terror. Danny Boyle dirigiría la primera entrega, con guion escrito por Alex Garland; mientras que este último también escribiría los guiones de cada una de las secuelas previstas, mientras que la directora Nia Dacosta dirigiría la segunda secuela. Boyle, Garland, Andrew Macdonald y Peter Rice serán los productores. En febrero del mismo año Murphy habló sobre su posible participación en el proyecto. En marzo de 2024, Garland confirmó que estaba escribiendo una trilogía de secuelas. El mes siguiente, el escritor afirmó que Kes fue una gran influencia en su trabajo de 28 Years Later. Murphy fue revelado como productor ejecutivo a finales de ese mes.

### Reparto
En abril, la actriz Jodie Comer y los actores Aaron Taylor-Johnson e Ralph Fiennes fueron elegidos para ser los protagonistas después de que Charlie Hunnam, Pierce Brosnan y Rebecca Hall decidieran alejarse del proyecto por problemas de agenda. A finales de abril el actor Jack O'Connell confirmó su presencia dentro de la película y afirmaron que su papel será importante en todo el filme. En mayo de 2024, se anunció que Cillian Murphy retomaría su papel como Jim, pero el productor Andrew Macdonald corrigió dicha información en enero del 2025 aclarando que el irlandés no actuaría en la película, sino que estaría en labores de producción.
17 días antes del inicio de filmaciones los actores Erin Kellyman y Edvin Ryding se incorporaron en papeles que no fueron revelados.

### Rodaje
La fotografía principal comenzó el 7 de mayo de 2024 en Northumberland y culminó a mediados de junio, con Anthony Dod Mantle como director de fotografía. El rodaje finalizó el 29 de julio. La película se filmó con un iPhone 15 Pro, aunque esto fue ayudado por muchos accesorios diferentes.
El presupuesto del filme está valorado en 60.000.000$ incluyendo gastos publicitarios

## Estreno
28 Years Later fue lanzada en los Estados Unidos por Sony Pictures Releasing el 20 de junio de 2025. Ya que el estudio decidió comprar los derechos de la franquicia tras una batalla de dos años frente a otras productoras 
El primer tráiler se lanzó el 10 de diciembre de 2024 en horas de la Madrugada y dos días después salieron los primeros dos pósteres promocionales del filme. El tráiler presenta el poema de 1903 «Boots» de Rudyard Kipling, recitado por el actor estadounidense Taylor Holmes en el año 1915. El tráiler se convirtió en tendencia número uno en YouTube por más de una semana y en 48 horas tuvo más de diez millones de visitas. Stuart Heritage el conocido crítico de cine de The Guardian, destacó particularmente el uso de la grabación hablada de Holmes de «Boots», las escenas subliminales y perturbadoras en el tráiler y comentó lo siguiente: «estamos ante una de las cinco películas más esperadas del año 2025. Y esto se debe completamente por lo mostrado previamente» que es tenebroso y atrapante.
El éxito viral del tráiler llevó a la decisión de Sony de relanzar la película original 28 Days Later en diferentes plataformas digitales el 18 de diciembre de 2024 y dos meses después en el continente europeo y americano, dos años después de que su antiguo distribuidor Disney la dejara fuera de servicio alegando problemas en los derechos de la franquicia y que ocasionó que las escasas copias existentes en otros formatos como DVD, UMD, VHS y Blu Ray Disc fueran vendidos por precios que rondaban entre los 50$ y 100$ en tiendas digitales.

## Recepción

### Taquillas
Al 10 de agosto de 2025, 28 Years Later recaudó $70,4 millones en Estados Unidos y Canadá, y $80,0 millones en otros territorios, para un total mundial de $150,4 millones.
En Estados Unidos y Canadá, 28 Years Later se estrenó junto con Elio, y se esperaba que recaudara alrededor de $30 millones en su primer fin de semana en 3444 salas, con algunas estimaciones que llegaban hasta los $45 millones. La película recaudó $14 millones en su primer día, incluidos $5.8 millones de los preestrenos del jueves. Terminó debutando con $30 millones, quedando segunda detrás de la remanente Cómo entrenar a tu dragón y convirtiéndose en el fin de semana de estreno más alto de la franquicia.

### Respuesta crítica
En el sitio web de reseñas Rotten Tomatoes, el 88% de las 377 críticas son positivas. El consenso del sitio web dice: «28 Years Later apela a las ansiedades contemporáneas con la feroz urgencia de alguien infectado con el Virus de la Ira, ofreciendo una experiencia emocionante, visceral e inquietante que desafía las expectativas». Metacritic, que utiliza un promedio ponderado, le asignó a la película una puntuación de 77 sobre 100, basándose en 56 críticos, lo que indica críticas generalmente favorables. El público encuestado por CinemaScore le dio a la película una calificación promedio de "B" en una escala de A+ a F, mientras que el 52% de los encuestados por PostTrak afirmó que la recomendaría sin duda.
Robbie Collin, de The Daily Telegraph, le dio a la película 5/5 estrellas, escribiendo: "Llámenla Disemb-owell y Pressburger: un híbrido impío de Un cuento de Canterbury y Holocausto caníbal que Boyle quizás estaba en una posición única para lograr, y que se erige como su mejor película desde Slumdog Millionaire de 2008". Ed Potton, de The Times, también le dio 5/5 estrellas, escribiendo: "La sensación de sudoración alucinógena no será del gusto de todos, pero [Garland] y Boyle deben ser aplaudidos por tomar decisiones tan grandes y tener el estilo y la confianza para lograrlas. Es una obra asombrosa". David Fear ' la revista Rolling Stone escribió: "Nadie sabe si todo se junta como un todo satisfactorio o es simplemente una extensión de la suma de las partes con poco más que decir. Sin embargo, tomado en sí mismo, el viaje de Boyle y Garland de regreso a este paisaje infernal aprovecha al máximo el hecho de lanzar una mirada ictérica e inyectada en sangre a nuestro momento actual". 
Clarisse Loughrey, ' The Independent, le dio 3/5 estrellas y lo describió como "una visión de este mundo post- Brexit y consciente de la COVID-19, con ideas sobre el nacionalismo, el aislacionismo y la cultura armada añadidas a la mezcla. Pero es contundente y simple una vez más".
Kyle Smith, de The Wall Street Journal, fue más crítico: «El Sr. Boyle ha hecho más que suficiente para sus películas memorables, pero también ha entregado algunas malas, y lamentablemente su nueva película huele a zombi». Adam Graham, de The Detroit News, le dio una calificación de D, calificándola de «una mezcla desigual de crudeza propia de una película de terror y melancolía humana que nunca encuentra un terreno firme ni un tono consistente, y que puede hacer que los espectadores se tambaleen por el cambio radical del género».
Rotten Tomatoes incluye la película en su lista de las 100 mejores películas de zombis, clasificadas por el Tomatómetro.

## Secuela
En abril de 2024, se informó que Nia DaCosta estaba en negociaciones para dirigir una secuela de la película, la segunda parte de una trilogía planificada, con Boyle, Garland, Macdonald, Rice y Bernie Bellew como productores. En junio de 2024, a través de una presentación de derechos de autor, aparentemente se reveló que el título de la película sería 28 Years Later: The Bone Temple.
El 18 de agosto de 2024, durante una charla en el Festival Internacional de Cine de Edimburgo, Macdonald confirmó que DaCosta dirigiría la secuela y dijo que la fotografía principal comenzaría al día siguiente. Macdonald también habló sobre posibles planes para una tercera película de 28 Years Later, diciendo «esperamos que haya una tercera parte» y «hay una trilogía».